# Белвил сир Мез
Белвил сир Мез (фр. Belleville-sur-Meuse) насеље је и општина у североисточној Француској у региону Лорена, у департману Меза која припада префектури Верден.
По подацима из 2011. године у општини је живело 3215 становника, а густина насељености је износила 316,44 становника/km². Општина се простире на површини од 10,16 km². Налази се на средњој надморској висини од 190 метара (максималној 376 m, а минималној 191 m).

## Демографија
| 1962. | 1968. | 1975. | 1982. | 1990. | 1999. | 2011. |
| ----- | ----- | ----- | ----- | ----- | ----- | ----- |
| 3.030 | 3.408 | 3.060 | 2.729 | 3.163 | 3.137 | 3.215 |

График промене броја становника у току последњих година